# Nienke van Dijk
Nienke van Dijk (Den Haag, 16 mei 1991) is een Nederlandse presentatrice en actrice. Ze is voornamelijk bekend van Nickelodeon, de Misfit-filmreeks en programma's op NPO Zapp.

## Carrière
Van Dijk begint haar carrière in 2017 bij jeugdzender Nickelodeon, waar ze naast Iris Hesseling en Stef Poelmans een vast zendergezicht wordt. Hier presenteert ze door de jaren heen verschillende programma’s, waaronder Kids’ Choice Awards, Droomkamers, Cool Factor en De Viral Fabriek. Laatstgenoemde werd in 2018 genomineerd voor de Gouden Stuiver tijdens het Televizier Ring-Gala, maar verloor de prijs van De Eindmusical. 
In 2020 wordt Van Dijk gecast als Tara in Misfit 3: De Finale. In 2021 volgt de Netflix Original serie Misfit: de serie. In datzelfde jaar neemt Van Dijk deel aan het KRO-NCRV programma Hands Up waar kandidaten gebarentaal leren. Van Dijk wint het programma.
Vanaf 2022 gaat Van Dijk aan de slag bij NPO Zapp, de jeugdzender van de publieke omroep, waar ze meerdere seizoenen van De Faker presenteert. Datzelfde jaar is Van Dijk in verschillende programma’s te zien, waaronder Voor Het Blok, Waku Waku, Crazy Kitchen, Ghost Host en Verboden Te Lachen. Daarnaast speelt ze in de serie Zapp Detective: Pretpark Summer Vibes en stapt ze opnieuw in de rol van Tara in Misfit: The Switch.
In 2023 presenteert Van Dijk samen met Marije Zuurveld Op Weg Naar De Zapp Awards in aanloop naar de prijsuitreiking. Later dat jaar is Van Dijk te zien in Sketch Studio, CupCakeCup en is ze een van de kandidaten van Serious Christmas. Van Dijk wordt naast Ron Boszhard, Britt Dekker en Marije Zuurveld een van de vaste presentatoren van het AVROTROS-programma Zappsport.
In 2024 is Van Dijk een van de deelnemers in De Alleskunner VIPS en is ze te zien in Bommetje XL, Pokerface en Aanpoten Met Floris. Samen met Nathan Rutjes of Marije Zuurveld presenteert Van Dijk Zappsport The Battles.
Naast haar presentatiewerk is Van Dijk ook veelvuldig te horen als stemactrice. Zo sprak ze onder meer de hoofdrol van Ember in in de Disney/Pixar film Elemental.

## Filmografie
| Televisie (als presentator) | Televisie (als presentator)                | Televisie (als presentator)                                              |
| Jaar                        | Productie                                  | Opmerkingen                                                              |
| --------------------------- | ------------------------------------------ | ------------------------------------------------------------------------ |
| 2023 - heden                | Zappsport                                  | Met Ron Boszhard, Nathan Rutjes, Marije Zuurveld en Britt Dekker         |
| 2023                        | Op Weg Naar De Zapp Awards                 | Met Marije Zuurveld                                                      |
| 2022 - 2024                 | De Faker                                   | Zowel de reguliere reeks als De Faker op Vakantie en De Faker Feestmaand |
| 2021                        | The List: Nickelodeon's Strijd om de Lijst | Met Marouane Meftah                                                      |
| 2018 - 2022                 | Kids' Choice Awards                        |                                                                          |
| 2019                        | De Grote Verkeerstest                      | Met Wout Verstappen                                                      |
| 2018 - 2019                 | Droomkamers                                | Met Stef Poelmans (2018) en Wout Verstappen (2019)                       |
| 2018 - 2019                 | De Viral Fabriek                           | Met Stef Poelmans (2018) en Jasper Publie (2019)                         |
| 2018 - 2019                 | Race Naar de KCA's                         | Met Stef Poelmans (2018) en Wout Verstappen (2019)                       |
| 2018 - 2019                 | Cool Factor                                | Met Stef Poelmans (2018) en Wout Verstappen (2019)                       |
| Film (als acteur)           |                                            |                                                                          |
| Jaar                        | Productie                                  | Opmerkingen                                                              |
| 2022                        | Misfit: The Switch                         | Rol: Tara                                                                |
| 2021                        | De Nog Grotere Slijmfilm                   | Rol: reporter                                                            |
| 2020                        | Misfit 3: De Finale                        | Rol: Tara                                                                |
| 2016                        | Prooi                                      | Rol: assistent Lizzy                                                     |
| Televisie (als acteur)      |                                            |                                                                          |
| Jaar                        | Productie                                  | Opmerkingen                                                              |
| 2022                        | Switch                                     | Rol: Vera                                                                |
| 2022                        | Zapp Detective: Pretpark Summer Vibes      | Rol: Zichzelf                                                            |
| 2021                        | Misfit: De Serie                           | Rol: Tara                                                                |
| 2014                        | Celblok H                                  | Rol: Suraya                                                              |
| Televisie (deelname)        |                                            |                                                                          |
| Jaar                        | Productie                                  | Opmerkingen                                                              |
| 2024                        | Aanpoten met Floris                        | Deelnemer                                                                |
| 2024                        | Pokerface                                  | Deelnemer                                                                |
| 2024                        | De Alleskunner VIPS                        | Geëindigd op plek 24                                                     |
| 2023                        | Serious Christmas                          | Afgevallen in aflevering 10                                              |
| 2023                        | Verboden Te Lachen                         | Deelnemer                                                                |
| 2023                        | Voor Het Blok                              | Met Jill Schirnhofer                                                     |
| 2022                        | Waku Waku                                  | Deelnemer                                                                |
| 2022                        | Voor Het Blok                              | Met Jeangu Macrooy                                                       |
| 2022                        | Ghost Host                                 | Met Leendert de Ridder                                                   |
| 2022                        | Crazy Kitchen                              | Met Fenna Ramos                                                          |
| 2021                        | Hands Up                                   | Winnaar programma                                                        |
| 2019                        | The Passion                                | Discipel                                                                 |
| Nasynchronisatie (selectie) |                                            |                                                                          |
| Jaar                        | Productie                                  | Opmerkingen                                                              |
| 2024                        | Buzzy de Gelukskat                         | Stemrol: Roos                                                            |
| 2024                        | Fairly Oddparents: A New Wish              | Stemrol: Jasmine                                                         |
| 2024                        | Vlindervrienden en het Grote Avontuur      | Stemrol: Lily                                                            |
| 2024                        | Mighty MonsterWheelies                     | Stemrol: Axyl                                                            |
| 2023                        | Anna Aardbei                               | Stemrol: Limoen                                                          |
| 2023                        | Elemental                                  | Stemrol: Ember Lumen                                                     |
| 2023                        | Pokémon Horizons                           | Stemrol: Dot                                                             |
| 2023                        | Pokémon Gastvrouw                          | Stemrol: Haru                                                            |
| 2022                        | Lightyear                                  | Stemrol: IVAN                                                            |
| 2021                        | Turning Red                                | Stemrol: Abby                                                            |